# Каракал золотий
Каракал золотий (Caracal auratus, syn. Caracal aurata) — хижий ссавець розміром удвічі більший за домашню кішку, представник роду Каракал (Caracal) родини котових, який мешкає в тропічних лісах Західної та Центральної Африки. Інші відомі назви — золота кішка, або африканська золота кішка. 

## Систематика
Цей вид традиційно включали до складу то роду Felis (Kral and Zima 1980), то роду Profelis (Pocock 1917, Wozencraft 2005). 
Пізніші молекулярні дані однозначно показали, що золота кішка тісно пов'язана з видом Caracal caracal: їхнє розходження відбулося близько 1.9 млн років тому. За тими самими даними, ці два види генетично пов'язані з іншим (третім) — сервалом, з яким вони мали спільного предка 5.6 млн років тому. Філогенетична ж лінія каракала, що включає роди Caracal і Leptailurus, відділилася від лінії спільного предка 8.5 млн років тому.
Родовід каракала

|         | Leptailurus serval                                                 |
|         |                                                                    |
| Caracal | \| \| Caracal caracal \| \| \| \| \| \| Caracal aurata \| \| \| \| |
|         | \| \| Caracal caracal \| \| \| \| \| \| Caracal aurata \| \| \| \| |
|         | Caracal caracal                                                    |
|         |                                                                    |
|         | Caracal aurata                                                     |
|         |                                                                    |

|  | Caracal caracal |
|  |                 |
|  | Caracal aurata  |
|  |                 |

## Розповсюдження
Золота кішка є ендеміком тропічних дощових лісів Екваторіальної Африки, від Сенегалу до північної Анголи і від Конго на заході до південної Кенії на сході. Висота проживання: від рівня моря до 3000 метрів. Основна її популяція проживає в басейні Конго і на довколишніх територіях.

## Зовнішній вигляд
Довжина голови й тіла: 616–1016 мм, довжина хвоста: 160–460; висота в загривку — 380–510 мм; вага: 5.3–16 кг. Самці більші за самиць. Вуха закруглені, зовні темні; голова маленька, округла; ноги довгі, ступні великі.
Наявні два основні варіанти забарвлення: золотистий, каштановий, лисяче-червоний, жовтувато-коричневий або срібно-сірий, синювато-сірий, темно-сірий. Число тварин обох забарвлень рівне. Зазвичай груди, живіт, щоки і горло у золотої кішки світле або білого кольору; навколо очей — світла облямівка. На хвості добре помітна центральна темна лінія; кінчик хвоста — бурий або чорний. На загальному тлі є темний (не чорний) малюнок, який розрізняється у двох різних підвидів:
- Caracal aurata aurata (Temminck, 1827) мешкає в Центральній Африці, від Конго до Уганди; має плями тільки на животі й боках;
- Caracal aurata cottoni (Lydekker, 1907) мешкає в Західній Африці; у цього підвиду плями на спині, шиї та на голові.

Відомі також тварини-меланісти, забарвлені в чорний колір, причому з помітними темнішими плямами на основному забарвленні — цих кішок налічується 4 % від загального числа. У всіх золотих кішок хутро одразу за лінією від плечей до маківки голови змінює напрямок і спрямовується вперед. Межа зміни у напрямі шерсті позначена завитками і низьким, подібним до гриви, гребенем.

## Спосіб життя і живлення
Звичайним місцем існування золотої кішки є вологі тропічні ліси екваторіальної Африки, включаючи мангрові й бамбукові ліси, проте вона здатна пристосовуватися до змін ландшафту, зустрічаючись також у сухих лісах, надрічкових чагарниках і на вирубках. Також відомо про його присутність у гористому лісі, альпійських вересових заростях, і бамбуковому лісі, до висот 2,000–3,000 метрів. Але частіше за все, кішка живе у вкритих лісом областях з дуже щільним, вологим, вторинним підліском, часто вздовж річок.
Існує мало даних про життя цих кішок у природі, оскільки вони ведуть досить непомітний і тихий, до того ж вони досить рідкісні. Вони ведуть поодинокий спосіб життя, полюючи переважно ночами, а вдень відпочиваючи на гілках дерев. Подібно до інших котів, самці та самиці ймовірно підтримують постійні або тимчасові окремі домашні ділянки, і роблять це комбінацією маркувань запахом, тертям об предмети і калом. Спостереження, що золотий кіт не покриває свій кал, але залишає його відкритим на стежках і шляхах, підтримує цей погляд. 
Думається, що вокальний репертуар золотих котів широкий, хоча навряд чи перевищує дванадцять, вокальних типів записаних для більшості котячих. Окрім шипіння, нявкання, і гарчання, золоті кішки ймовірно муркотять, і в близько контактних ситуаціях булькають.
У раціоні у золотих кішок гризуни, дамани, птахи, дрібні антилопи (дуїкери) і дрібні мавпи. Полюють вони як на землі, так і на деревах. Про напади цими кішками на свійську птицю і худобу достовірно невідомо. У південному Судані спостерігалось як самиця з двома дітьми полювала на кажанів, як вони нападали на комах і їли манго, що впали. Природним мисливцем на золоту кішку є пантера плямиста.

## Розмноження
Окрім спостереження в лісі Ірурі самиці з єдиним грудним кошеням у лігві в порожнистій колоді, все, що відомо про розмноження золотих кішок іде від спостережень полонених тварин. Два приплоди з двох кошенят, які народилися в Інституті Макса Планка (Німеччина) після сімдесятип'ятиденної вагітності. Хутро малюків було темно-сірим або сірувато-коричневим. Новонароджені були вагою 180–235 грамів. Їхні очі були цілком розплющені за шість діб, і з того часу вони демонстрували швидкий розвиток моторних навичок. Одна дівчинка-кошеня встала на ноги за десять діб від народження і добре ходила на тринадцятий день. У шістнадцятиденний вік вона могла залазити до лігва, долаючи стінку в 40 сантиметрів висотою. У 19 діб обидва кошенята зробили свою першу спробу стрибнути на низький пень. У 40 днів вони жували шматки м'яса курчат і мишей, а незабаром вони їли цілих тварин. У порівнянні з іншим малими котовими, кошенята золотого кота досконаліші у фізичній спритності й інших аспектах також. У дванадцять тижнів від народження кошеня-хлопчик важив 2.9 кілограмів, а дівчинка — 2.5 кілограмів, хоч і вона була трохи швидша в розвитку, ніж хлопчик. Її постійні зуби почали з'являтися в чотирнадцять тижнів, а його — на місяць пізніше. Дівчинка також показала ознаки статевої зрілості в одинадцять місяців, тоді як перші ознаки для хлопчика відбувалися у вісімнадцять місяців від народження. Щодо розмірів, проте, хлопчик зростав швидше, і в шість місяців від народження він був такий же великий як його мама, натомість його сестра залишалася меншою за маму до одинадцяти місяців.
У неволі золоті кішки добре розмножуються. Вагітність у них триває 75–78 днів, народжується всього 1–2 кошенята. Вони швидко ростуть — очі у них відкриваються через тиждень після народження, мати вигодовує їх молоком до 6 тижнів. У віці 18 місяців вони стають повністю самостійними. У неволі золота кішка доживає до 15-річного віку.

## Золота кішка у традиційній культурі
Місцеві жителі називають золоту кішку «хлопчик пардуса» або «пардусів брат», позаяк вважають, що вона слідує за пардусом. Люди вважають, що золота кішка дуже навіжена, тому побоюються її, й у багатьох частинах Африки вона — тема родового забобону. У Камеруні, наприклад, племена пігмеїв носять стрічку з частин тіла кішки, аби гарантувати успіх, полюючи на слонів. Шкіри золотої кішки місцеві жителі також використовують під час обрядів духовного очищення, або, щоб завершити дорогі об'єкти.

## Статус популяції й охорона
Популяція золотих кішок станом на 1996 рік оцінювалася в 10.000 дорослих особин, причому в жодній субпопуляції їх не було більше 1000. Цілком розумно вважати, що чисельність виду могла знизитися на близько 20% впродовж останніх 15 років по всьому ареалу, в основному через втрати середовища проживання, полювання і втрати кормової бази, зокрема, у Західній Африці і, ймовірно, в Демократичній Республіці Конго.
Вид включений до Додатку II СІТЕС. Полювання на цей вид заборонене в Анголі, Беніні, Буркіна-Фасо, Республіці Конго, Гані, Кот-д'Івуарі, Кенії, Ліберії, Нігерії, Руанді, Сьєррі-Леоне та Демократичній Республіці Конго. Полювання регульоване в Габоні, Ліберії й Того.